# 0823
0823 è il prefisso telefonico del distretto di Caserta, appartenente al compartimento di Napoli.
Il distretto comprende gran parte della provincia di Caserta e alcuni comuni della provincia di Benevento. Confina con i distretti di Formia (0771) e di Cassino (0776) a ovest, di Isernia (0865) e di Campobasso (0874) a nord, di Benevento (0824) a est e di Napoli (081) a sud.

## Aree locali e comuni
Il distretto di Caserta comprende 94 comuni inclusi nelle 4 aree locali di Caserta (ex settori di Airola, Caserta e San Felice a Cancello), Piedimonte Matese (ex settori di Piedimonte Matese, Pietramelara, Prata Sannita, Roccamonfina e San Pietro Infine), Santa Maria Capua Vetere (ex settori di Cancello e Arnone, Capua, Marcianise, Mondragone e Santa Maria Capua Vetere) e Sessa Aurunca (ex settori di Caiazzo, Pignataro Maggiore e Sessa Aurunca). I comuni compresi nel distretto sono: Ailano, Airola (BN), Alife, Alvignano, Arienzo, Arpaia (BN), Baia e Latina, Bellona, Bucciano (BN), Caianello, Caiazzo, Calvi Risorta, Camigliano, Cancello e Arnone, Capodrise, Capriati a Volturno, Capua, Carinola, Casagiove, Casapulla, Caserta, Castel Campagnano, Castel di Sasso, Castel Morrone, Castel Volturno, Castello del Matese, Cellole, Cervino, Ciorlano, Conca della Campania, Curti, Dragoni, Durazzano (BN), Falciano del Massico, Fontegreca, Forchia (BN), Formicola, Francolise, Gallo Matese, Galluccio, Giano Vetusto, Gioia Sannitica, Grazzanise, Letino, Liberi, Limatola (BN), Macerata Campania, Maddaloni, Marcianise, Marzano Appio, Mignano Monte Lungo, Moiano (BN), Mondragone, Paolisi (BN), Pastorano, Piana di Monte Verna, Piedimonte Matese, Pietramelara, Pietravairano, Pignataro Maggiore, Pontelatone, Portico di Caserta, Prata Sannita, Pratella, Presenzano, Raviscanina, Recale, Riardo, Rocca d'Evandro, Roccamonfina, Roccaromana, Rocchetta e Croce, Ruviano, San Felice a Cancello, San Gregorio Matese, San Marco Evangelista, San Nicola la Strada, San Pietro Infine, San Potito Sannitico, San Prisco, San Tammaro, Santa Maria a Vico, Santa Maria Capua Vetere, Santa Maria la Fossa, Sant'Agata de' Goti (BN), Sant'Angelo d'Alife, Sessa Aurunca, Sparanise, Teano, Tora e Piccilli, Vairano Patenora, Valle Agricola, Valle di Maddaloni e Vitulazio .